# Monethe alphonsus
Monethe alphonsus is een vlindersoort uit de familie van de prachtvlinders (Riodinidae), onderfamilie Riodininae.
Monethe alphonsus werd in 1793 beschreven door Fabricius.